# Gymnoprosopa argentifrons
Gymnoprosopa argentifrons är en tvåvingeart som beskrevs av Townsend 1892. Gymnoprosopa argentifrons ingår i släktet Gymnoprosopa och familjen köttflugor. Inga underarter finns listade i Catalogue of Life.